# لياندرو دوس سانتوس برانكو
لياندرو دوس سانتوس برانكو (بالبرتغالية: Leandro Branco‏) هو لاعب كرة قدم برازيلي، ولد في 2 يونيو 1983 في لاخيس في البرازيل. لعب مع أوداكس إيتاليانو ونادي أغويا نيغرا ونادي إيتوانو ونادي شابيكوينسي ونادي فيتوريا سيتوبال ونادي كريسيوما.

## وصلات خارجية
- لياندرو دوس سانتوس برانكو على موقع قاعدة بيانات كرة القدم.إي يو (الإنجليزية)